# Saxifraga fragilis
Saxifraga fragilis là một loài thực vật có hoa trong họ Saxifragaceae. Loài này được Schrank miêu tả khoa học đầu tiên năm 1821.